# Tirà becplaner alagroc
El tirà becplaner alagroc (Tolmomyias flavotectus) és un ocell de la família dels tirànids (Tyrannidae).

## Hàbitat i distribució
Habita els boscos de les terres baixes des de Costa Rica, Panamà, cap al sud, per l'oest dels Andes, fins al nord-oest de l'Equador.